# Subprefectura de Ogasawara
La subprefectura de Ogasawara (小笠原支庁 Ogasawara-shichō?)  es una subprefectura del Gobierno Metropolitano de Tokio, Japón. Comprende las islas  Ogasawara y las islas de Los Volcanes, así como tres islotes aislados (el «archipiélago de Ogasawara»), y colinda con la aldea de Ogasawara. La subprefectura comprende una superficie de 104,41 km² y tenía una población de 2930 habitantes en 2023. Mantiene una oficina principal en Chichijima y una sucursal en Hahajima, los dos asentamientos permanentes en las islas. (La base de las Fuerzas de Autodefensa (SDF) en Iwo Jima recibe apoyo independiente, aunque teóricamente sigue siendo parte de la jurisdicción de la subprefectura y de la aldea).

## Nombre
La subprefectura lleva el nombre de Ogasawara, el nombre japonés de las islas Ogasawara/Bonin, derivado de un relato falso del siglo XVIII sobre su descubrimiento por un miembro del clan Ogasawara de samurái. Aunque las Islas Ogasawara se conocen más comúnmente como Bonin en inglés, la subprefectura moderna suele llamarse Ogasawara.

## Historia
Se han descubierto herramientas y tallas micronesias en las islas Bonin, pero en la era moderna las islas estuvieron deshabitadas hasta 1830, lo que dio origen, a través de una serie de errores, al nombre inglés de las Ogasawara. El asentamiento inicial de las Ogasawara provino del reino de Hawái bajo los auspicios del Imperio británico, que las reclamó formalmente en la década de 1820 antes de cederlas al Imperio de Japón. Los descendientes de estos primeros colonos conforman la pequeña etnia Ōbeikei de Japón.
Una vez que comenzó el asentamiento japonés, las siete aldeas principales de las islas fueron administradas como parte del gobierno Metropolitano de Tokio (Tōkyō-fu). Okinotorishima se agregó a la subprefectura en 1930, y las aldeas se incorporaron finalmente en 1940: Ōmura y Ōgimura-Fukurosawa en Chichijima, Kitamura y Okimura en Hahajima, Iōtō en Iwo Jima, e Ishinomura y Nishimura en el Iwo Jima del Norte. Todos los civiles en las islas fueron evacuados por la fuerza a Honshu en 1944 cerca del final de la Segunda Guerra Mundial.
Después de la rendición de Japón en 1945, las Fuerzas Armadas de los Estados Unidos ocuparon las islas Ryukyu y las islas Nanpo, teóricamente para preparar una futura administración fiduciaria de las Naciones Unidas, pero principalmente como áreas de preparación para armas nucleares. Durante este período, las islas fueron administradas como «Islas Bonin-Los Volcanes» (Bonin–Volcano Islands) pero no se permitió el reasentamiento en Iwo Jima, en ese momento una base aérea militar, y el reasentamiento de las Bonin se limitó a su población no japonesa anterior y a sus descendientes. Las casas de los residentes japoneses anteriores en general fueron destruidas. Con la alianza entre Estados Unidos y Japón sobre bases más firmes, los acuerdos hechos para el uso continuo de la Base Aérea de Kadena en la isla de Okinawa y un mayor desarrollo de armas nucleares, las islas Nanpo fueron devueltas completamente a Japón en 1968

## Geografía
La subprefectura está formada por las islas Ogasawara, las islas de Los Volcanes y los islotes aislados  Okinotorishima, Minamitorishima y Nishinoshima.  Junto con las subprefecturas de Ōshima, Miyake y Hachijō en las islas Izu, Ogasawara forma parte de las islas Nanpo de Japón.
Solo las islas de Chichijima y Hahajima, en las Islas Bonin, cuentan con población civil permanente. Chichijima está conectada a Tokio mediante un ferry de un día que opera varias veces al mes. Hahajima está conectada a Chichijima mediante un ferry independiente más pequeño que opera con mayor frecuencia. El desarrollo de un aeropuerto cuenta con el apoyo de los gobiernos central, regional y local, así como de algunos isleños, pero la preocupación por su rentabilidad y los posibles daños ambientales ha retrasado los proyectos indefinidamente.
Iwo Jima, en las islas de Los Volcanes, alberga una base de las Fuerzas de Autodefensa de Japón en su Campo Central. Las Fuerzas de Autodefensa Japonesas también proporcionan transporte aéreo de emergencia según sea necesario para las dos islas colonizadas.

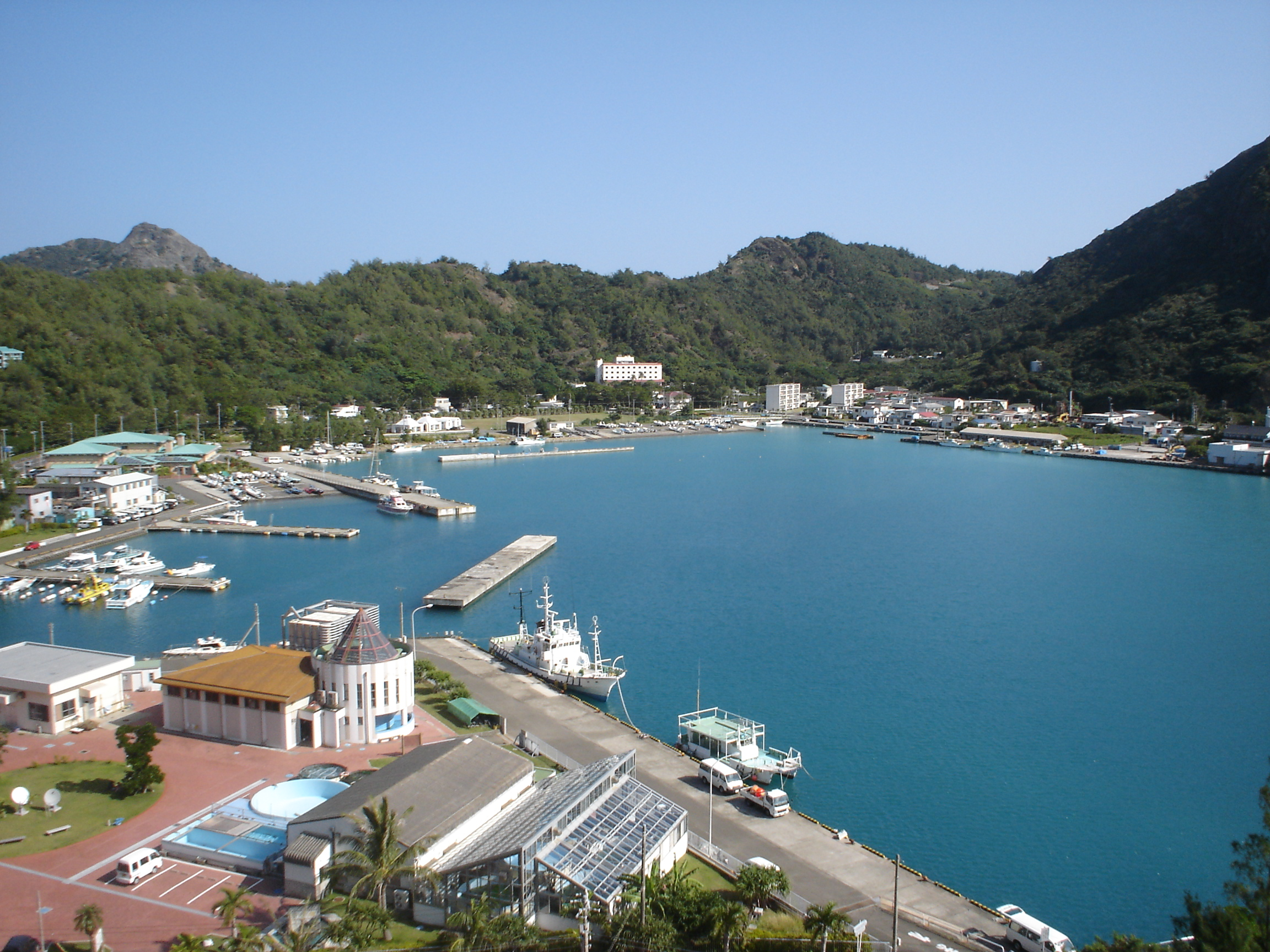
El puerto de Chichijima
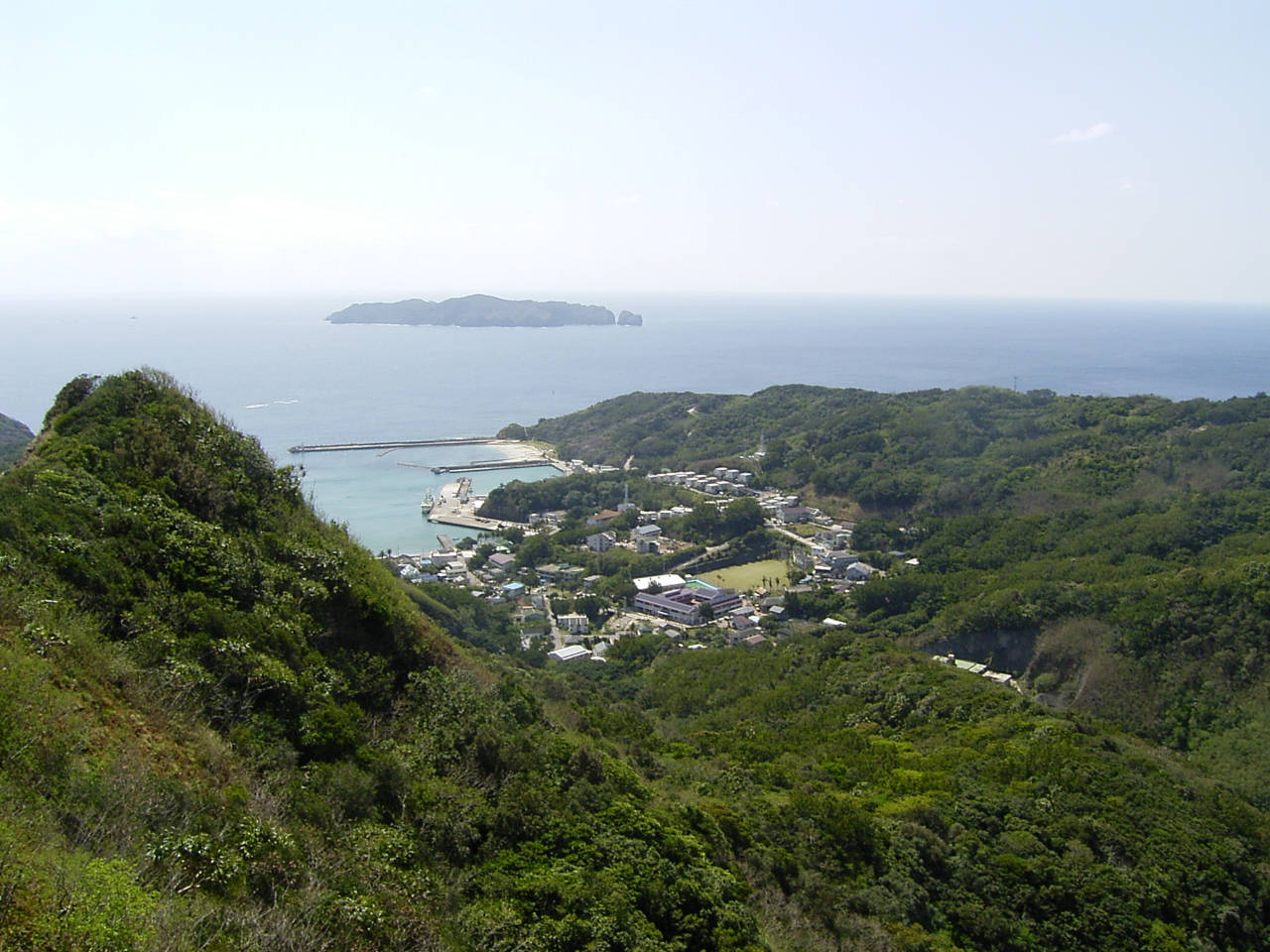
Oki u Okimura, el principal asentamiento en Hahajima
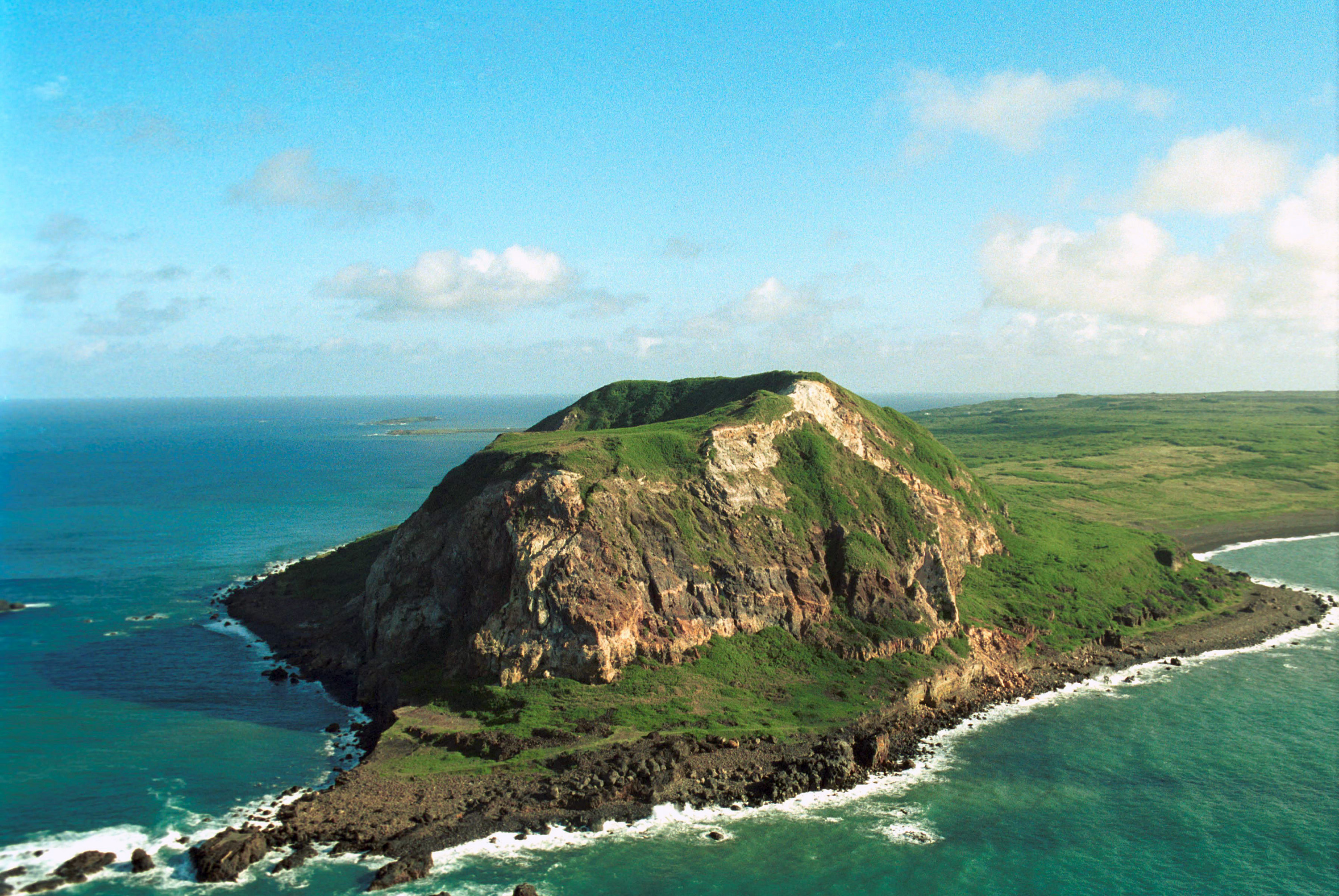
Iwo Jima, ahora una base aérea de las SDF

## Ecología
Las islas forman parte de la distintiva y biodiversa ecorregión de los bosques húmedos subtropicales de Ogasawara, que se desarrolló en gran parte de forma aislada y con mínimo contacto humano hasta el siglo XIX. Tras la colonización, muchas zonas fueron deforestadas por completo para la agricultura, pero las islas siguen albergando numerosas especies endémicas. La fragilidad del ecosistema está bien documentada y sugiere comparaciones con el cauteloso desarrollo histórico de las Galápagos.  El buceo y otras actividades ecoturísticas similares son ahora importantes para la economía de las islas.

## Cultura
Tras la repatriación, las escuelas de la isla pasaron de la educación exclusivamente inglesa a la japonesa en un solo día. Algunos isleños de Ōbeikei aceptaron la ciudadanía estadounidense y se mudaron a Estados Unidos, y el regreso y la inmigración de personas de las islas Home rápidamente convirtieron a Chichijima y Hahajima en una población mayoritariamente japonesa. Los Ōbeikei representan actualmente aproximadamente una décima parte de la población de las islas.